# Fenolhet (Rasés)
Fenolhet (francès Fenouillet-du-Razès) és un municipi francès situat al departament de l'Aude i a la regió d'Occitània.